# Campeonato Mundial de Atletismo de 2022 - Salto em distância masculino
A competição do salto em distância masculino no Campeonato Mundial de Atletismo de 2022 foi realizada no estádio Hayward Field, em Eugene, nos Estados Unidos, nos dias 15 e 16 de julho de 2022.

## Recordes
Antes da competição, os recordes eram os seguintes:
| Recorde mundial                               | Mike Powell (USA)                 | 8.95 | Tóquio, Japão                | 30 de agosto de 1991 |
| Recorde do campeonato                         | Mike Powell (USA)                 | 8.95 | Tóquio, Japão                | 30 de agosto de 1991 |
| Recorde do ano                                | Simon Ehammer (SUI)               | 8.45 | Götzis, Áustria              | 28 de maio de 2022   |
| Recorde da África                             | Luvo Manyonga (RSA)               | 8.65 | Potchefstroom, África do Sul | 22 de abril de 2017  |
| Recorde da Ásia                               | Mohamed Salman Al Khuwalidi (KSA) | 8.48 | Sotteville-lès-Rouen, França | 2 de julho de 2006   |
| Recorde da América do Norte, Central e Caribe | Mike Powell (USA)                 | 8.95 | Tóquio, Japão                | 30 de agosto de 1991 |
| Recorde da América do Sul                     | Irving Saladino (PAN)             | 8.73 | Hengelo, Países Baixos       | 24 de maio de 2008   |
| Recorde da Europa                             | Robert Emmiyan (URS)              | 8.86 | Salcazor, União Soviética    | 22 de maio de 1987   |
| Recorde da Oceania                            | Mitchell Watt (AUS)               | 8.54 | Estocolmo, Suécia            | 9 de julho de 2011   |

## Medalhistas
| Ouro              | Prata                     | Bronze              |
| Wang Jianan (CHN) | Miltiadis Tentoglou (GRE) | Simon Ehammer (SUI) |

## Tempo de qualificação
| Tempo de qualificação |
| --------------------- |
| 8.22 m                |

## Calendário
| Data        | Horário | Fase         |
| ----------- | ------- | ------------ |
| 15 de julho | 18:00   | Qualificação |
| 16 de julho | 18:20   | Final        |

Todos os horários estão no horário local (UTC-7)

## Resultados

### Qualificação
Qualificação: 8,15 m (Q) ou as 12 melhores performances (q). 
| Pos. | Grupo | Atleta                    | Nacionalidade  | Tentativa | Tentativa | Tentativa | Marca | Notas                |
| Pos. | Grupo | Atleta                    | Nacionalidade  | 1         | 2         | 3         | Marca | Notas                |
| ---- | ----- | ------------------------- | -------------- | --------- | --------- | --------- | ----- | -------------------- |
| 1    | A     | Yuki Hashioka             | Japão          | x         | 8.18      |           | 8.18  | Q                    |
| 2    | A     | Marquis Dendy             | Estados Unidos | 7.80      | 8.02      | 8.16      | 8.16  | Q                    |
| 3    | A     | Thobias Montler           | Suécia         | x         | 7.83      | 8.10      | 8.10  | q                    |
| 4    | A     | Simon Ehammer             | Suíça          | x         | 7.90      | 8.09      | 8.09  | q                    |
| 5    | B     | Miltiadis Tentoglou       | Grécia         | 8.03      | x         | x         | 8.03  | q                    |
| 5    | A     | Eusebio Cáceres           | Espanha        | x         | x         | 8.03      | 8.03  | q                    |
| 7    | B     | Murali Sreeshankar        | Índia          | 7.86      | 8.00      | x         | 8.00  | q                    |
| 8    | A     | Henry Frayne              | Austrália      | 7.99      | x         |           | 7.99  | q                    |
| 9    | A     | Wayne Pinnock             | Jamaica        | 7.74      | 7.98      | x         | 7.98  | q                    |
| 10   | B     | Wang Jianan               | China          | 7.98      | x         | 7.69      | 7.98  | q                    |
| 11   | B     | Steffin McCarter          | Estados Unidos | 7.94      | x         | 7.93      | 7.94  | q                    |
| 12   | B     | Maykel Massó              | Cuba           | x         | 7.93      | 7.60      | 7.93  | q                    |
| 13   | B     | Emiliano Lasa             | Uruguai        | 7.89      | 7.82      | x         | 7.89  |                      |
| 14   | B     | Radek Juška               | Chéquia        | x         | x         | 7.87      | 7.87  |                      |
| 15   | A     | Ruswahl Samaai            | África do Sul  | 6.34      | 7.86      | x         | 7.86  | Recorde da temporada |
| 16   | B     | Christopher Mitrevski     | Austrália      | 7.79      | 7.57      | 7.83      | 7.83  |                      |
| 17   | B     | William Williams          | Estados Unidos | 7.83      | 7.53      | 7.74      | 7.83  |                      |
| 18   | B     | LaQuan Nairn              | Bahamas        | 7.80      | x         | 7.80      | 7.80  |                      |
| 19   | B     | Jovan van Vuuren          | África do Sul  | 7.80      | x         | 7.50      | 7.80  |                      |
| 20   | A     | Jeswin Aldrin Johnson     | Índia          | x         | x         | 7.79      | 7.79  |                      |
| 21   | B     | Natsuki Yamakawa          | Japão          | 7.50      | 7.72      | 7.75      | 7.75  |                      |
| 22   | A     | Huang Changzhou           | China          | 7.59      | 7.75      | 7.68      | 7.75  |                      |
| 23   | A     | Muhammed Anees Yahiya     | Índia          | 7.19      | 7.73      | 7.58      | 7.73  |                      |
| 24   | B     | Tristan James             | Dominica       | x         | 7.72      | 7.59      | 7.72  |                      |
| 25   | A     | José Luis Mandros         | Peru           | x         | 7.71      | x         | 7.71  |                      |
| 26   | A     | Kristian Pulli            | Finlândia      | 7.55      | 7.56      | 7.31      | 7.56  |                      |
| 27   | A     | Samory Fraga              | Brasil         | x         | 7.51      | 6.77      | 7.51  |                      |
| 28   | A     | Salim Saleh Mus Al Yarabi | Omã            | x         | 7.43      | 7.29      | 7.43  |                      |
| 29   | B     | Benjamin Gföhler          | Suíça          | 7.41      | 7.39      | 7.40      | 7.41  |                      |
|      | A     | Cheswill Johnson          | África do Sul  | x         | x         | x         | NM    | NM                   |
|      | B     | Héctor Santos             | Espanha        | x         | x         | x         | NM    | NM                   |
|      | B     | Tajay Gayle               | Jamaica        | x         | x         | x         | NM    | NM                   |

### Final
A final ocorreu dia 16 de julho às 18:20. 
| Pos.              | Atleta              | Nacionalidade  | Tentativa | Tentativa | Tentativa | Tentativa | Tentativa | Tentativa | Marca | Notas                |
| Pos.              | Atleta              | Nacionalidade  | 1         | 2         | 3         | 4         | 5         | 6         | Marca | Notas                |
| ----------------- | ------------------- | -------------- | --------- | --------- | --------- | --------- | --------- | --------- | ----- | -------------------- |
| Medalha de ouro   | Wang Jianan         | China          | 7.94      | x         | 8.03      | x         | 8.03      | 8.36      | 8.36  | Recorde da temporada |
| Medalha de prata  | Miltiadis Tentoglou | Grécia         | x         | 8.30      | 8.29      | 8.24      | 8.32      | 8.20      | 8.32  |                      |
| Medalha de bronze | Simon Ehammer       | Suíça          | 6.42      | 8.16      | 7.78      | x         | x         | 7.94      | 8.16  |                      |
| 4                 | Maykel Massó        | Cuba           | x         | 8.15      | x         | 7.79      | 8.02      | 7.88      | 8.15  | Recorde da temporada |
| 5                 | Steffin McCarter    | Estados Unidos | 7.87      | 8.04      | x         | 7.88      | 7.87      | x         | 8.04  |                      |
| 6                 | Marquis Dendy       | Estados Unidos | x         | 8.02      | 7.98      | x         | x         | x         | 8.02  |                      |
| 7                 | Sreeshankar         | Índia          | 7.96      | x         | x         | 7.89      | x         | 7.83      | 7.96  |                      |
| 8                 | Eusebio Cáceres     | Espanha        | 7.91      | x         | 7.93      | x         | x         | x         | 7.93  |                      |
| 9                 | Wayne Pinnock       | Jamaica        | 7.33      | 7.88      | 7.84      |           |           |           | 7.88  |                      |
| 10                | Yuki Hashioka       | Japão          | x         | x         | 7.86      |           |           |           | 7.86  |                      |
| 11                | Thobias Montler     | Suécia         | 6.12      | 7.74      | 7.81      |           |           |           | 7.81  |                      |
| 12                | Henry Frayne        | Austrália      | x         | 7.80      | x         |           |           |           | 7.80  |                      |

Legenda
| Recorde mundial       | Recorde mundial (World record)               |                       | Recorde africano                      | Recorde africano (African) |                                           | Q | Classificado por posição (Qualified) |
| Recorde do campeonato | Recorde do campeonato (Championship record)  | Recorde da América    | Recorde da América (Americas)         | q                          | Classificado por melhor tempo (Qualified) |   |                                      |
| Melhor marca do ano   | Melhor marca do ano (World leading)          | Recorde asiático      | Recorde asiático (Asian)              | DNS                        | Não largou (Did not start)                |   |                                      |
| Recorde nacional      | Recorde nacional (National record)           | Recorde europeu       | Recorde europeu (European)            | DNF                        | Não terminou (Did not finish)             |   |                                      |
| Recorde pessoal       | Recorde pessoal do atleta (Personal best)    | Recorde da Oceania    | Recorde da Oceania (Oceania)          | DSQ / DQ                   | Desclassificado (Disqualified)            |   |                                      |
| Recorde da temporada  | Recorde da temporada do atleta (Season best) | Recorde sul-americano | Recorde sul-americano (South America) | NM                         | Sem marca (No mark)                       |   |                                      |